# Vaejovis
Vaejovis es un género de escorpiones de la familia de los Vaejovidae.

## Distribución
Las especies de este género se encuentran en el sur de Estados Unidos, México ,Guatemala , Perú y Argentina.

## Lista de las especies
Según The Scorpion Files:
- Vaejovis bandido Graham, Ayrey & Bryson, 2012
- Vaejovis bigelowi Sissom, 2011
- Vaejovis brysoni Ayrey & Webber, 2013
- Vaejovis coalcoman (Contreras-Félix & Francke, 2014)
- Vaejovis carolinianus (Beauvois, 1805)
- Vaejovis cashi Graham, 2007
- Vaejovis chiapas Sissom, 1989
- Vaejovis chisos Sissom, 1990
- Vaejovis crumpi Ayrey & Soleglad, 2011
- Vaejovis curvidigitus Sissom, 1991
- Vaejovis darwini Santibanez-Lopez & Francke, 2010
- Vaejovis davidi Soleglad & Fet, 2005
- Vaejovis deboerae Ayrey, 2009
- Vaejovis decipiens Hoffmann, 1931
- Vaejovis dugesi Pocock, 1902
- Vaejovis dzahui Santibanez-Lopez & Francke, 2010
- Vaejovis electrum Hughes, 2011
- Vaejovis feti Graham, 2007
- Vaejovis flavus Banks, 1900
- Vaejovis franckei Sissom, 1989
- Vaejovis gracilis Gertsch & Soleglad, 1972
- Vaejovis granulatus Pocock, 1898
- Vaejovis halli Ayrey & Campero, 2012
- Vaejovis intermedius Borelli, 1915
- Vaejovis janssi Williams, 1980
- Vaejovis jonesi Stahnke, 1940
- Vaejovis lapidicola Stahnke, 1940
- Vaejovis maculosus Sissom, 1989
- Vaejovis mauryi Capas, 2001
- Vaejovis mexicanus C. L. Koch, 1836
- Vaejovis mitchelli Sissom, 1991
- Vaejovis montanus Graham & Bryson, 2010
- Vaejovis monticola Sissom, 1989
- Vaejovis morelia Miranda-López, Ponce-Saavedra & Francke, 2012
- Vaejovis nigrescens Pocock, 1898
- Vaejovis nigrofemoratus Hendrixson & Sissom, 2001
- Vaejovis norteno Sissom & Gonzalez-Santillán, 2004
- Vaejovis ocotensis Zarate-Galvez & Francke, 2009
- Vaejovis paysonensis Soleglad, 1973
- Vaejovis pequeno Henrixson, 2001
- Vaejovis pococki Sissom, 1991
- Vaejovis prendinii Santibanez-Lopez & Francke, 2010
- Vaejovis pusillus Pocock, 1898
- Vaejovis rossmani Sissom, 1989
- Vaejovis setosus Sissom, 1989
- Vaejovis smithi Pocock, 1902
- Vaejovis solegladi Sissom, 1991
- Vaejovis sprousei Sissom, 1990
- Vaejovis tenuipalpus Sissom, Hughes, Bryson & Prendini, 2012
- Vaejovis tesselatus Hendrixson & Sissom, 2001
- Vaejovis trespicos Zarate-Galvez & Francke, 2009
- Vaejovis trinityae Ayrey, 2013
- Vaejovis vaquero Gertsch & Soleglad, 1972
- Vaejovis vorhiesi Stahnke, 1940
- Vaejovis zapoteca Santibanez-Lopez & Francke, 2010

## Publicación original
- C. L. Koch, 1836 : Die Arachniden. Nürnberg, Dritter Band, p. 1-104.